# Błotnia (województwo pomorskie)
Błotnia (niem. Braunsdorf) – wieś w Polsce położona w województwie pomorskim, w powiecie gdańskim, w gminie Trąbki Wielkie przy drodze wojewódzkiej nr 226.
W latach 1975–1998 miejscowość administracyjnie należała do województwa gdańskiego.
Na wschód od wsi znajduje się źródło Rutkownicy, dopływu Wietcisy.